# Il segreto sulla carne
Il segreto sulla carne (The Lady Has Plans) è un film del 1942 diretto da Sidney Lanfield.
È un film d'azione a sfondo drammatico statunitense con Ray Milland, Paulette Goddard, Roland Young e Albert Dekker.

## Produzione
Il film, diretto da Sidney Lanfield su una sceneggiatura di Harry Tugend e un soggetto di Leo Birinsky (autore della storia originale intitolata Palace of a Thousand Lies), fu prodotto da Fred Kohlmar per la Paramount Pictures e girato nei Paramount Studios a Hollywood e nei pressi di Laguna Beach da fine settembre a fine ottobre 1941. Il titolo di lavorazione fu  The Girl Has Plans.

## Distribuzione
Il film fu distribuito con il titolo The Lady Has Plans negli Stati Uniti nel 1942 al cinema dalla Paramount Pictures.
Altre distribuzioni:
- in Svezia il 18 ottobre 1943 (En dam smider planer)
- in Finlandia il 25 febbraio 1945 (Vastavakoilua)
- in Danimarca il 18 novembre 1946 (En Pige med Planer)
- in Francia il 30 settembre 1949 (Espionne aux enchères)
- in Grecia (I kyria ehei shedia)
- in Italia (Il segreto sulla carne)
- in Polonia (Misja damy)
- in Brasile (Num Corpo de Mulher)

## Promozione
Tra le tagline:
- PAULETTE'S BACK...is the objective of the front! Fun...and how! Thrills...you bet! Romance...well, you'd better ask Paulette!
- PAULETTE'S BACK...is back of everything in this hilarious romance of a girl reporter who becomes the biggest story of the year herself!
- Spine-tingling thrills as Ray and Paulette trap a barebacked spy in a barefaced lie!

## Altri media
Un adattamento radiofonico del film fu trasmesso il 26 aprile 1943 come episodio della serie radiofonica antologica Lux Radio Theatre. L'episodio vedeva tra gli interpreti Rita Hayworth e William Powell.